# Horst Geicke

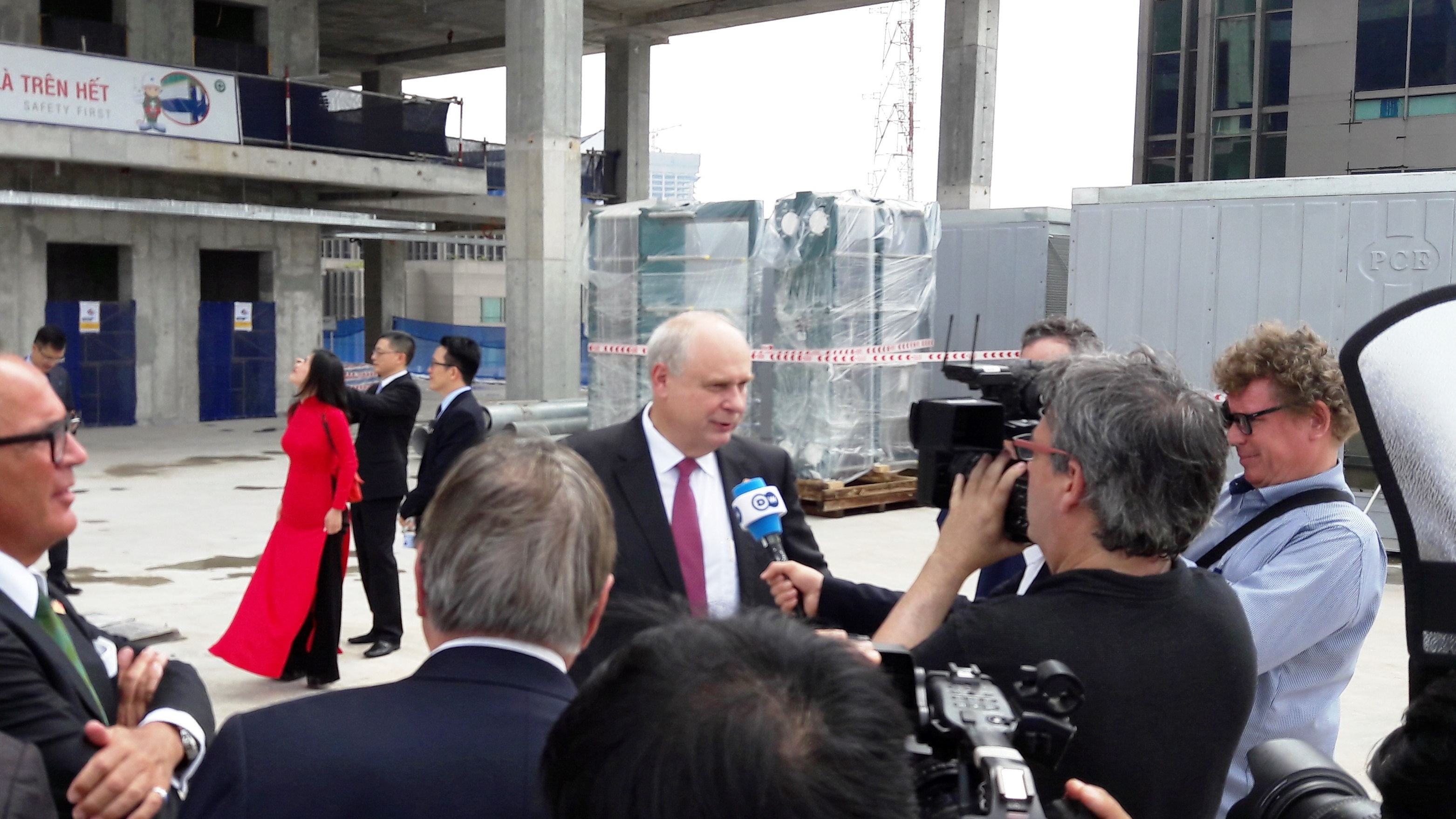
Horst Geicke vor Pressevertretern beim Richtfest des Deutschen Haus Ho Chi Minh City (2016)

Horst Joachim Franz Geicke (* 1955 in Hamburg)  ist ein deutschstämmiger Unternehmer, Investor und Lobbyist, der seit den 1980er Jahren in Hongkong und Vietnam lebt. In Hongkong ist er Mitbegründer und Partner der Pacific Alliance Group sowie wiederkehrender Vorsitzender der deutschen und europäischen Auslandshandelskammer. In Vietnam ist er u. a. Investor und Vorstandsvorsitzender des Deutschen Haus Ho Chi Minh City und bekannt als Mitbegründer und Vorstandsvorsitzender der VinaCapital Group.

## Leben
Geicke studierte Betriebswirtschaftslehre und Wirtschaftsrecht an der Universität Hamburg und zog 1981 nach Hongkong, um zunächst mit exportorientierten Produktionsunternehmen in China unternehmerisch erfolgreich zu sein. Später konzentrierte er sich auf ein Engagement als Investor, wobei er im Immobilienbereich z. B. mit Richard Li zusammenarbeitete.
In Hongkong gründete Geicke im Jahr 2002 mit der Pacific Alliance Group (PAG) eine der größten Beteiligungsgesellschaften Asiens, dessen Partner er heute ist. Zudem betreibt er mit anderen das Hong Kong Wine Vault, einem der größten Weinlager in Asien.
In Vietnam gehörte Geicke zu den ersten ausländischen Investoren. Neben Markteinführungen wie für BMW (Euro Auto) gründete er u. a. die VinaCapital Group im Jahr 2003. Die Gesellschaft ist inzwischen einer der größten vietnamesischen Investment- und Immobilienunternehmen und legt regelmäßig Fonds auf, mit dem früheren Vizekanzler Philipp Rösler als Beiratsvorsitzender von VinaCapital Ventures.

Ebenfalls in Vietnam ist Geicke Investor und Vorstandsvorsitzender des Deutschen Hauses in Ho-Chi-Minh-Stadt, das er im Rahmen einer bilateralen Regierungsvereinbarung zwischen Deutschland und Vietnam initiiert hatte. Der 2019 u. a. durch den deutschen Bundeswirtschaftsminister eingeweihte Gebäudekomplex besteht aus zwei Türmen, hatte ein Investitionsvolumen von ca. 130 Millionen Euro und ist neben namhaften Unternehmen und Organisationen auch Standort des deutschen Generalkonsulat Ho-Chi-Minh-Stadt. Das zentral gelegene Grundstück war 1960 von der Bundesregierung zu „diplomatischen Zwecken“ erworben worden aber wurde nie genutzt. Geicke erhielt in den 2010er Jahren das Recht, die Türme zu errichten und entwickelte das Konzept mit den vietnamesischen Behörden und  deutschen Bundesministerien. Geicke hatte zuvor bereits durch den Kauf von Bundesimmobilien in Asien eine Expertise erworben.

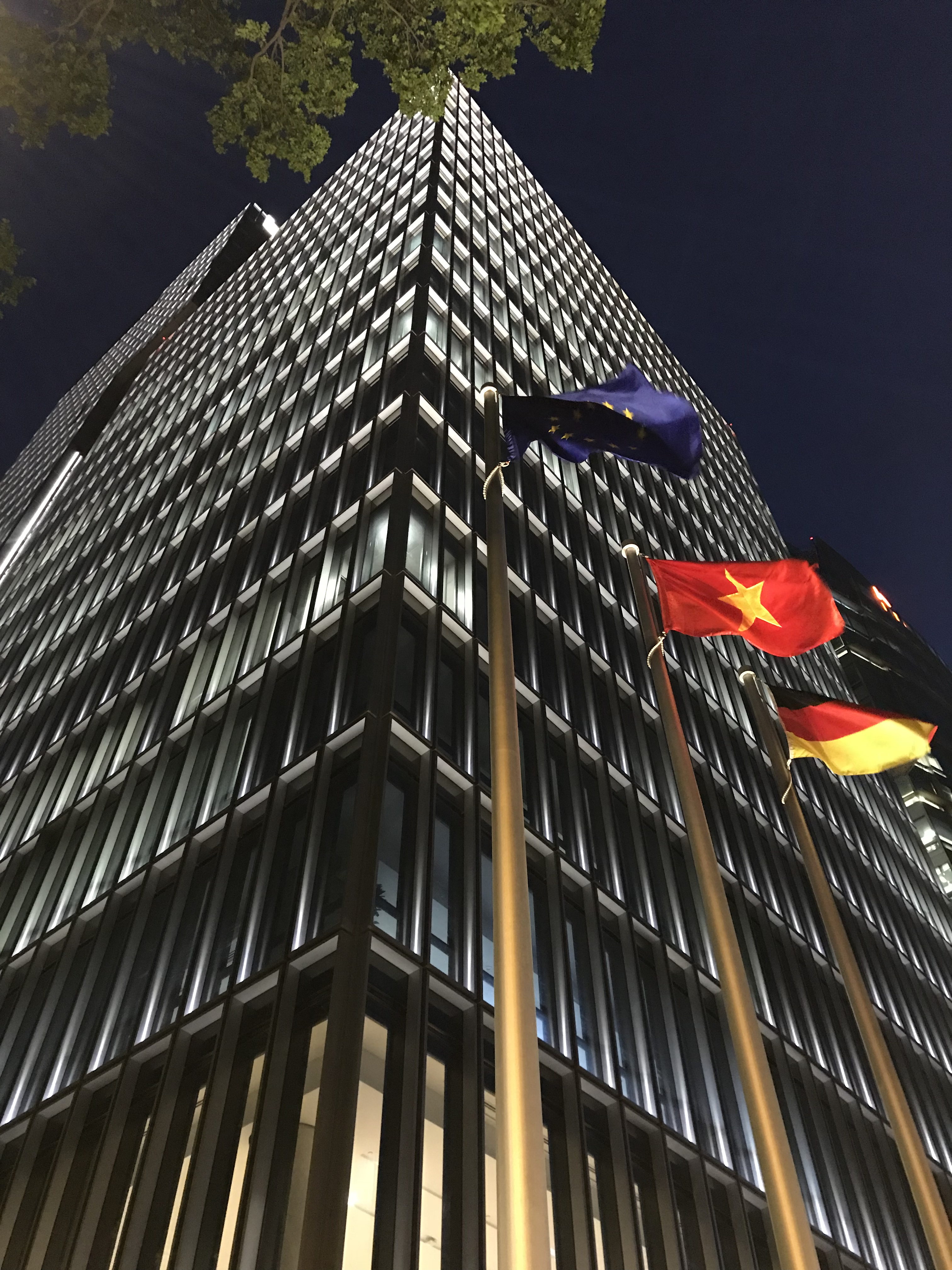
Das Deutsche Haus Ho Chi Minh City bei Nacht.
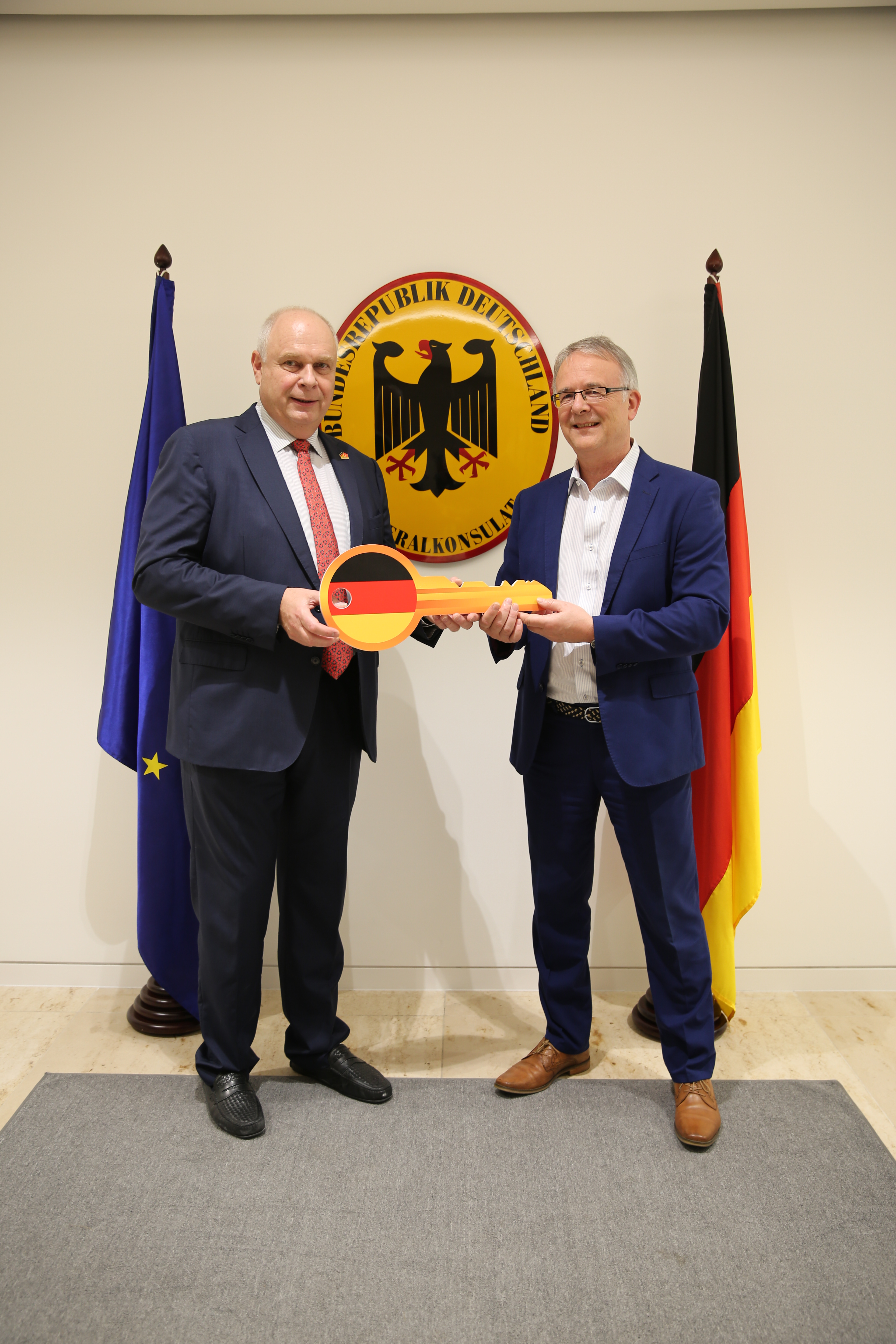
Schlüsselübergabe an Generalkonsul in Vietnam im Deutsche Haus Ho Chi Minh City.
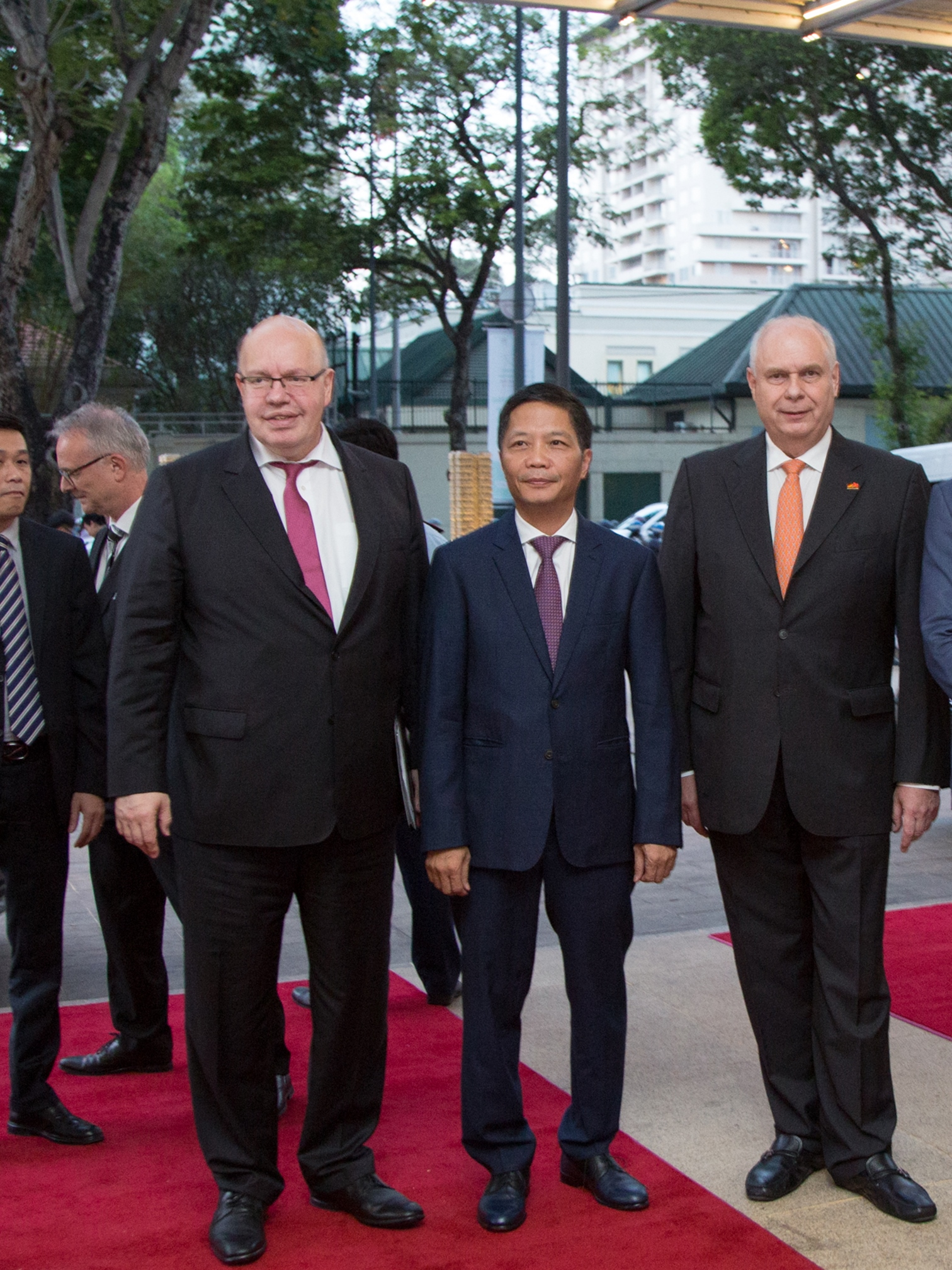
Peter Altmaier (links) und Horst Geicke (rechts) am Deutschen Haus Ho Chi Minh City.
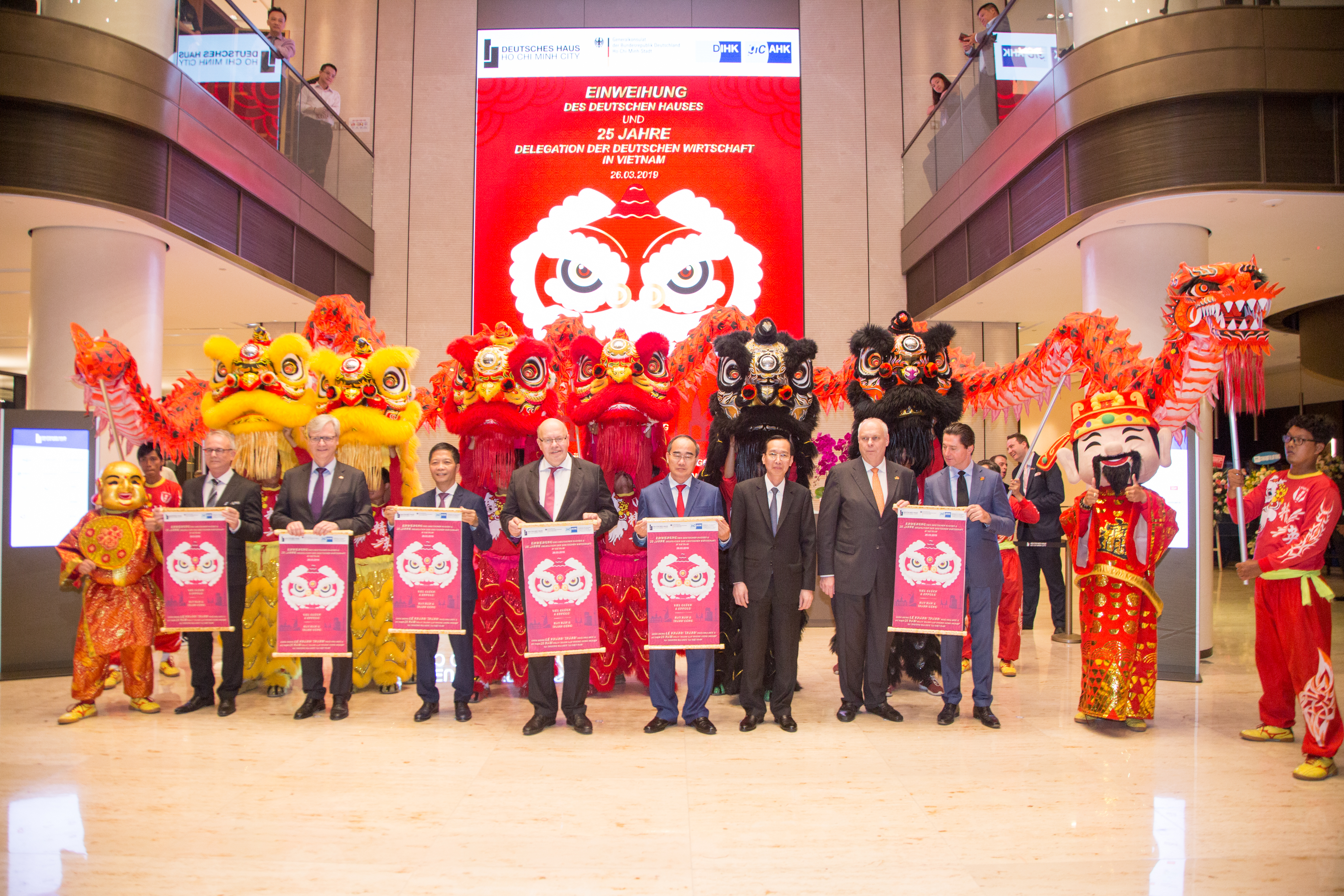
Einweihungsfeier im Deutschen Haus Ho Chi Minh City.

## Engagement als Lobbyist
Geicke ist seit vielen Jahren in Verbänden, Kammern und Stiftungen engagiert. So ist bzw. war er in Hongkong Vorsitzender der europäischen und deutschen Auslandshandelskammer und hat bzw. hatte weitere Funktionen in anderen Organisationen, etwa als Gründer und Vorstandsmitglied des Hong Kong-Thailand Business Council oder als Präsident der Hong Kong-Vietnam Chamber of Commerce. In Vietnam begründete er die VinaCapital Foundation, die sich im sozialen Bereich engagiert, etwa durch die Finanzierung von Herzoperationen als Spätfolge des Vietnamkriegs („Heartbeat Vietnam“).